# Ráb (Bernartice)
Ráb je osada, část městyse Bernartice v okrese Písek v Jihočeském kraji. Nachází se asi tři kilometry severovýchodně od Bernartic. Ráb leží v katastrálním území Kolišov o výměře 2,74 km².

## Název
Původní název osady byl Raab. Jméno bylo odvozeno po jejím zakladateli.

## Historie
První písemná zmínka o vesnici pochází z roku 1790.
Osada byla založena roku 1792. František Antonín Raab byl v roce 1776 generálním ředitelem statků zrušeného jezuitského řádu. Na jeho popud Marie Terezie rozdělila pozemky mezi současné držitele, domkáře a chalupníky (raabizace).
Školou, poštovním, farním a četnickým úřadem patřil Ráb k Bernarticům.

## Obyvatelstvo
V roce 1930 zde bylo pět popisných čísel a žilo zde 42 obyvatel.
| Rok            | 1869 | 1880 | 1890 | 1900 | 1910 | 1921 | 1930 | 1950 | 1961 | 1970 | 1980 | 1991 | 2001 | 2011 | 2021 |
| -------------- | ---- | ---- | ---- | ---- | ---- | ---- | ---- | ---- | ---- | ---- | ---- | ---- | ---- | ---- | ---- |
| Počet obyvatel | 32   | 38   | 39   | 28   | 37   | 45   | 42   | 27   | 22   | 22   | 19   | 14   | 13   | 7    | 3    |
| Počet domů     | 5    | 6    | 7    | 7    | 5    | 5    | 5    | 5    | 5    | 5    | 5    | 4    | 5    | 5    | 5    |

## Obecní správa
Při sčítání lidu v letech 1850–1909 Ráb byl osadou městyse Bernartice, se kterým patřil nejprve do okresu Písek, ale v letech 1880–1900 v okrese Milevsko. V letech 1910–1960 byl osadou obce Kolišov v okrese Milevsko. V letech 1961–1987 byl částí obce Zběšičky v okrese Písek. Od 1. ledna 1988 je opět částí městyse Bernartice v okrese Písek. Poté se Zběšičky opět osamostatnily, ale Ráb již zůstal součástí Bernartic.

## Pamětihodnosti
- Výklenková kaple na začátku osady z roku 1922 je zasvěcena Panně Marii Svatohorské.[8]
- U odbočky do osady se nachází drobný zdobný kříž na kamenném podstavci. Nápis na jeho čtverhranném štítku je nečitelný.
- U cesty do osady je v lese na stromě zavěšený svatý obrázek.

## Galerie

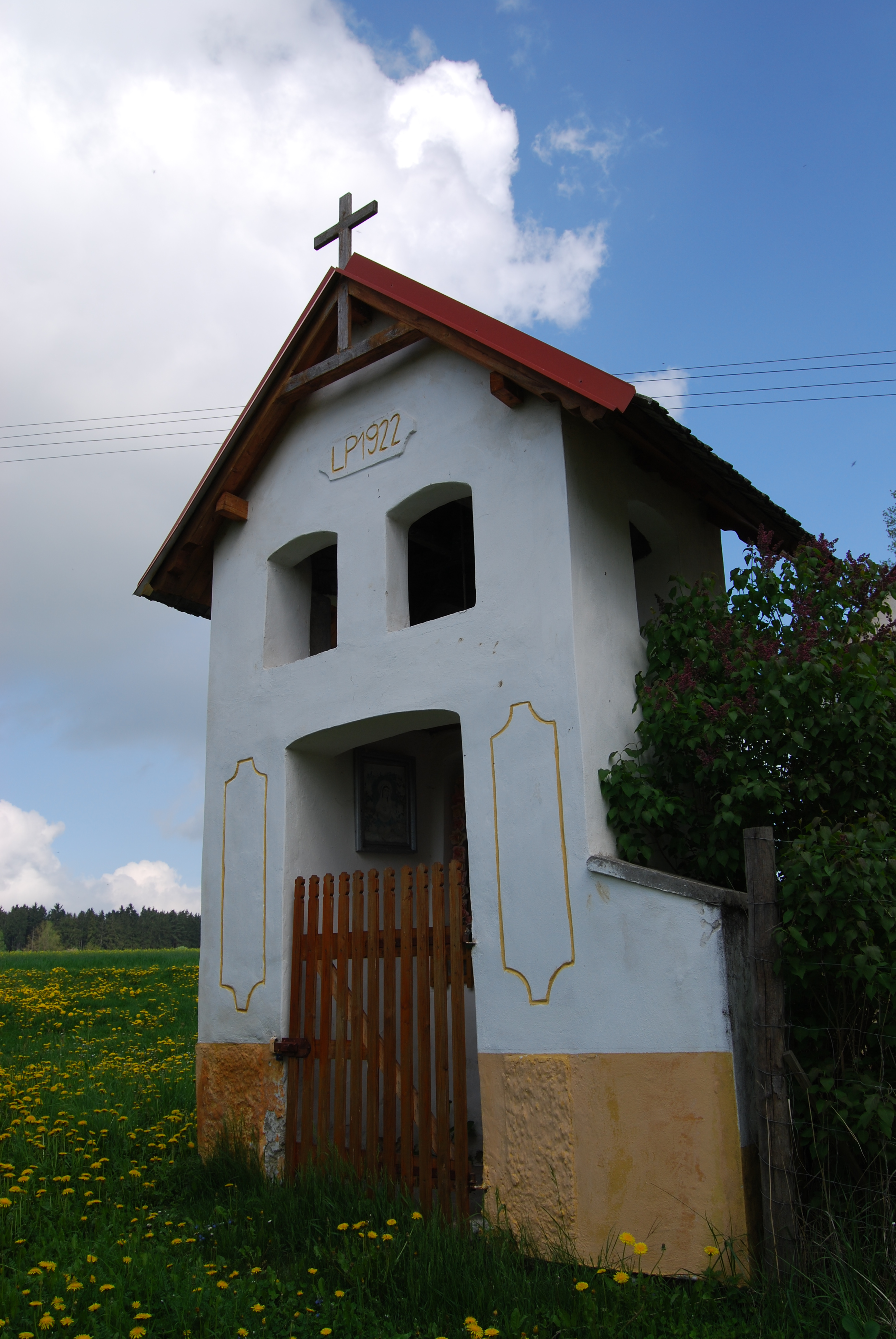
Kaple Panny Marie
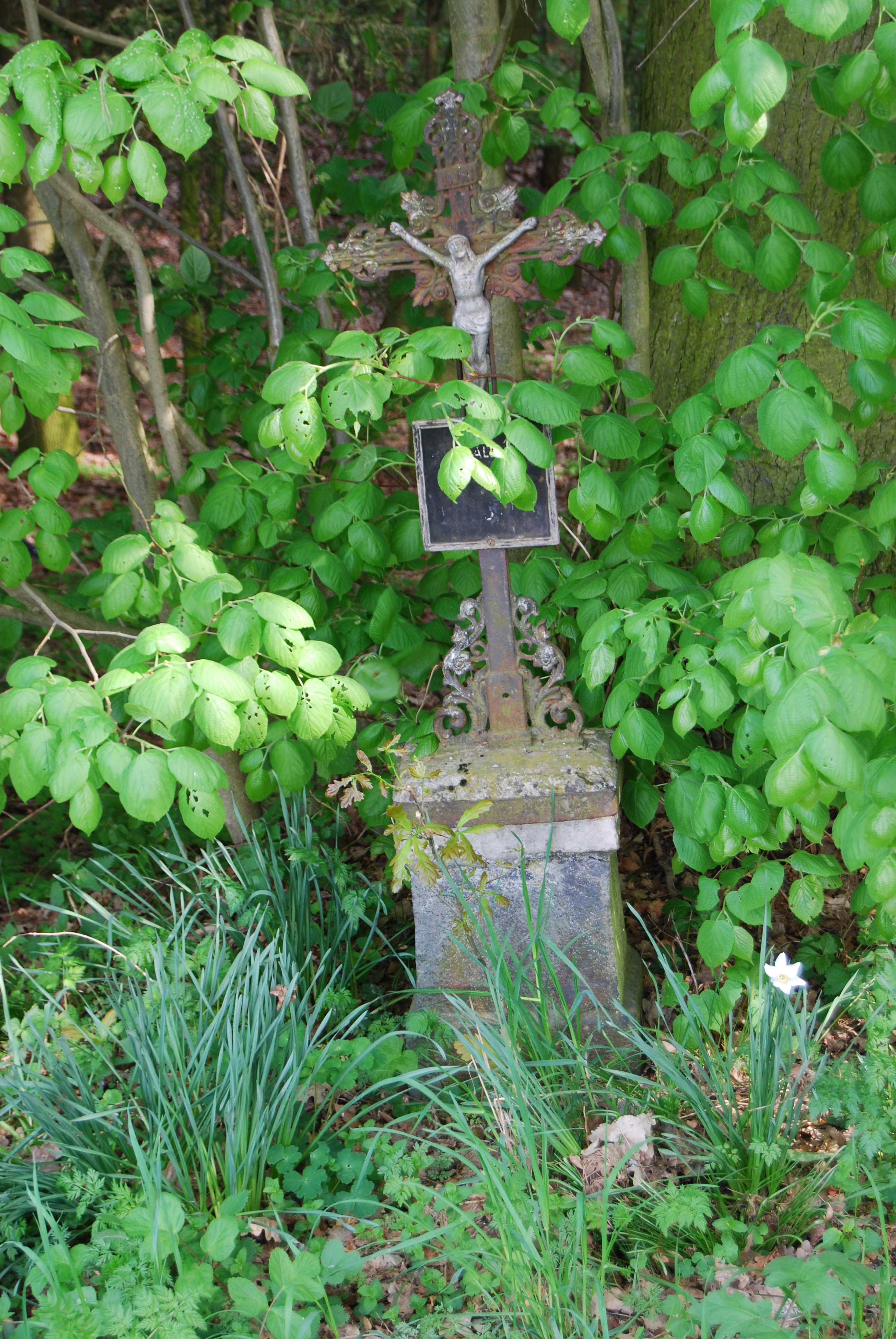
Kříž u odbočky do osady
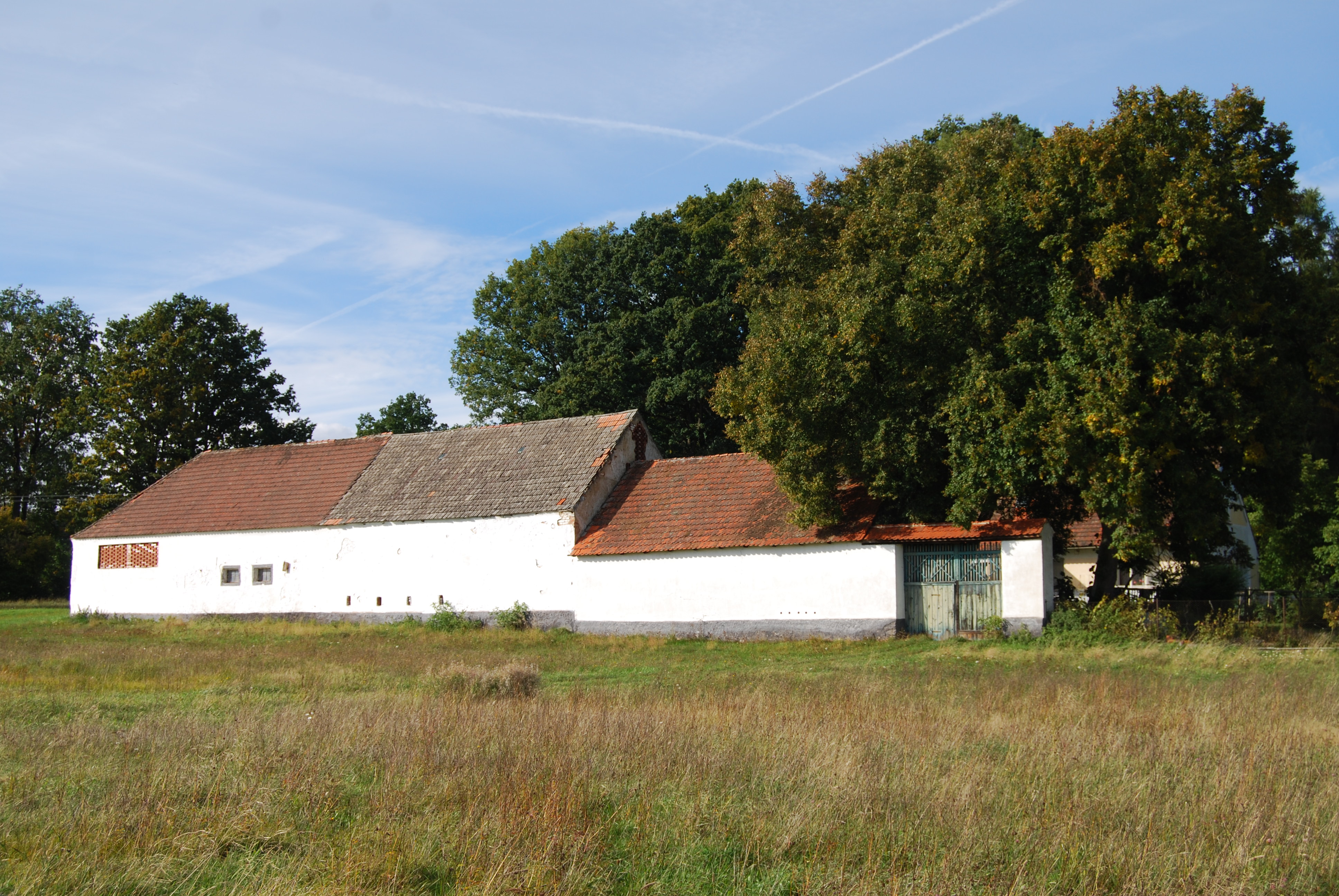
Usedlost v osadě
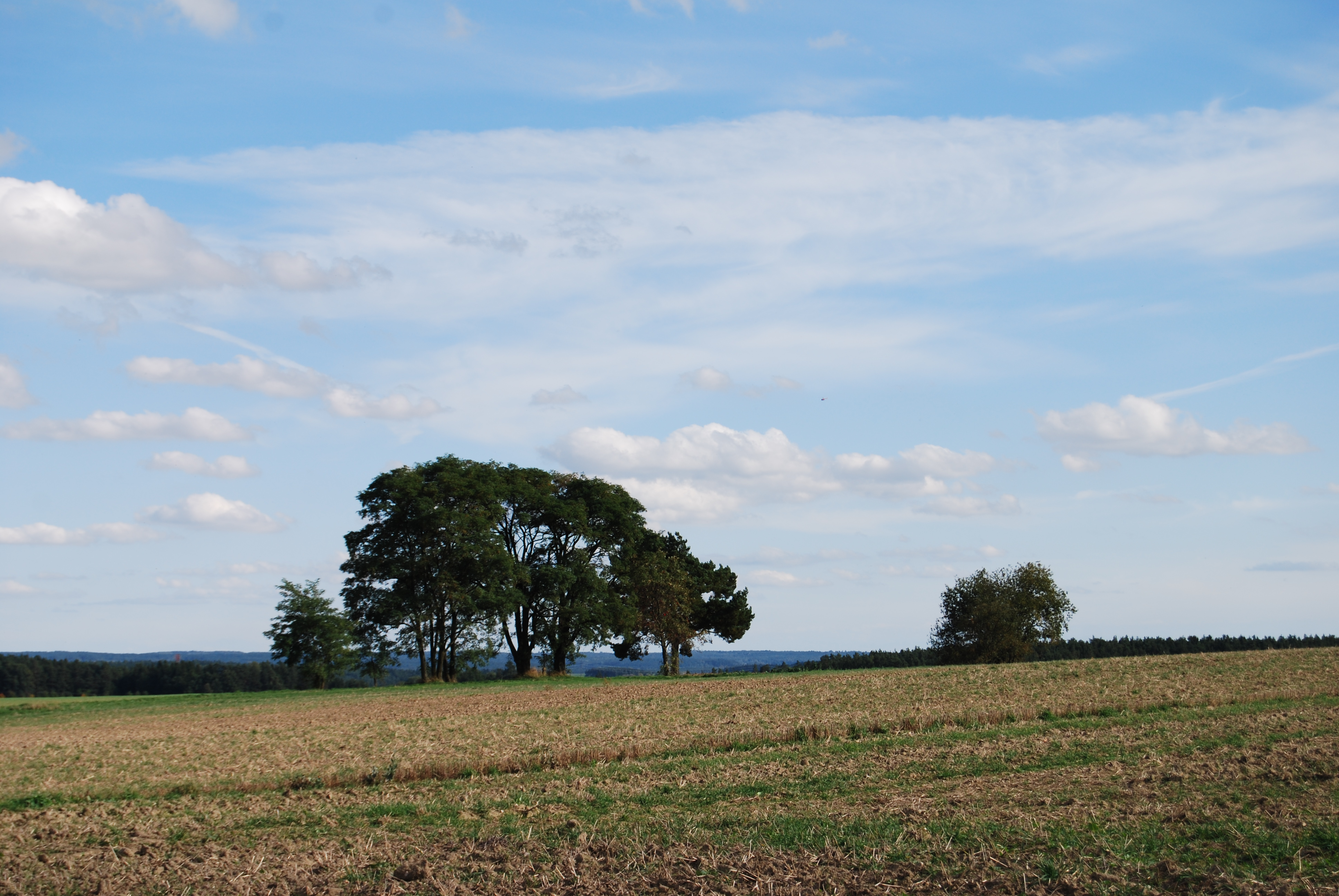
Pohled na okolí